# Ovophis tonkinensis
Ovophis tonkinensis är en ormart som beskrevs av Bourret 1934. Ovophis tonkinensis ingår i släktet Ovophis och familjen huggormar. IUCN kategoriserar arten globalt som livskraftig. Inga underarter finns listade i Catalogue of Life.
Arten förekommer i sydöstra Kina (inklusive Hainan) och i Vietnam. Kanske lever den även i Laos och Kambodja. Ormen vistas i kulliga områden och i bergstrakter mellan 800 och 1600 meter över havet. Habitatet utgörs främst av städsegröna skogar.
Ovophis tonkinensis rör sig vanligen på marken, ofta gömd i lövskiktet.